# Straža (Loznica)
Straža (Servisch cyrillisch Стража) is een plaats in de Servische gemeente Loznica. De plaats telt 1018 inwoners (2002).